# Mistrzostwa Europy w Wioślarstwie 1954
44. Mistrzostwa Europy w Wioślarstwie odbyły się w dniach 20–22 sierpnia (zawody kobiet) oraz 26–29 sierpnia (zawody mężczyzn) 1954 r. w holenderskim Amsterdamie (po raz 4. w historii). Mężczyźni rywalizowali w 7, zaś kobiety w 5 konkurencjach wioślarskich na pobliskim jeziorze Bosbaan na terenie wchodzącej w skład obszaru metropolitarnego miasta gminy Amstelveen. Po raz 1. w historii mistrzostw Europy do udziału w zawodach przystąpiły kobiety. 

## Medaliści

### Mężczyźni
| Konkurencja                 | Złoto | Srebro | Brąz | Źródło |
| --------------------------- | --- | --- | --- | ------ |
| M1x (jedynka)               | Alain Colomb | Teodor Kocerka | Aleksandr Bierkutow | [ 2 ]  |
| M2x (dwójka podwójna)       | RFN Thomas Schneider · Gerhard Häge | Szwajcaria Peter Stebler · Erich Schriever | ZSRR Heorhij Żylin · Ihor Jemczuk | [ 3 ]  |
| M2- (dwójka bez sternika)   | Dania Finn Pedersen · Kjeld Østrøm | ZSRR Igor Bułdakow · Wiktor Iwanow | Wielka Brytania Christopher Davidge · David Macklin | [ 4 ]  |
| M2+ (dwójka ze sternikiem)  | Szwajcaria Gottfried Kottmann · Rolf Streuli · Walter Ludin (sternik) | Francja Claude Martin · Édouard Leguery · Daniel Forget (sternik) | Belgia René Verhoeven · Joseph van Thillo · Willy Vlaminckx (sternik) | [ 5 ]  |
| M4- (czwórka bez sternika)  | Włochy Giuseppe Moioli · Giovanni Zucchi · Francesco Lazzari · Attilio Cantoni | Wielka Brytania Gavin Sorrell · Colin Porter · Sidney Rand · Michael Beresford | Szwajcaria Rico Bianchi · Karl Weidmann · Émile Ess · Heinrich Scheller                                                                                                   | [ 6 ]  |
| M4+ (czwórka ze sternikiem) | ZSRR Jurij Tiukałow · Jewgienij Kuzniecow · Fiodor Suchow · Jewgienij Stirotinski · Jurij Nosow (sternik)                                                                              | Dania Knud Jensen · Poul Locht · Eigil Krogh · Børge Krogh · Ejvind Christensen (sternik) | Czechosłowacja Karel Mejta · Jiří Havlis · Jan Jindra · Stanislav Lusk · Radomír Plšek (sternik)                                                                          | [ 7 ]  |
| M8+ (ósemka)                | ZSRR Jewgienij Brago · Władimir Rodimuszkin · Sława Amiragow · Jewgienij Samsonow · Igor Borisow · Leonid Gissien · Aleksiej Komarow · Władimir Kriukow · Nikołaj Kołosowski (sternik) | Dania Flemming Nimb · Kjeld Larsen · Børge Hougaard · Svend Erik Schougaard · Wesley Ernest Pedersen · Walther Schrøder · Kurt Andersen Krog · Aage Nielsen Dreyer · Finn Hansen Aabye (sternik) | Jugosławia Ivo Sirisević · Ante Marinović · Filip Kozulić · Živko Kraljić · Josip Biliškov · Veljko Kukolj · Božidar Makjanić · Mihajlo Obradović · Zdenko Bego (sternik) | [ 8 ]  |

### Kobiety
| Konkurencja                           | Złoto | Srebro | Brąz | Źródło |
| ------------------------------------- | --- | --- | --- | ------ |
| W1x (jedynka)                         | Roza Czumakowa | Eva Sika | Agnes Reuter | [ 9 ]  |
| W2x (dwójka podwójna)                 | ZSRR Łarisa Causowa · Zoja Rakicka | RFN Maritta Golz · Hermine Heyden | Czechosłowacja Světla Bartáková · Hana Musilová | [ 10 ] |
| W4x+ (czwórka podwójna ze sternikiem) | ZSRR Jelena Sierbasowa · Tamara Tarskowa · Natalja Sanina · Kławdija Ułogowa · Roza Sieriemietjewa (sternik)                                                                                | Austria Lisbeth Kaibitsch Lore Kafka Sigrid Freuis Hilde Unterberger Irma Roth (sternik)                                                                         | Holandia Hendrika Teuben · Crieta Paulen · Frida van der Hoop · Helena Koster · Sonja van de Kastelen (sternik)                                                                              | [ 11 ] |
| W4+ (czwórka ze sternikiem)           | ZSRR Lidija Walczuk · Ludmiła Błażko · Lidija Kirsanowa · Natalja Morozowa · Walentina Ogorodnikowa (sternik)                                                                               | Holandia Berbertje Vochteloo · Ans de Mey · Marjolijne van Lith · Everdina Lafeber · Liesbeth de Wit (sternik)                                                   | Wielka Brytania Iris Simpson · Betty Shubrook · Barbara Benzing · Marjorie Lutz · Rita Walkerdine (sternik)                                                                                  | [ 12 ] |
| W8+ (ósemka)                          | ZSRR Irina Łobniewa · Nina Martinowa · Jekatierina Kopiłowa · Marina Szirtladze · Łarisa Koncewaja · Aleksandra Sonnowa · Nina Siewruk · Jelena Łukatina · Walentina Ogorodnikowa (sternik) | Rumunia Maria Maimon · Laura Mitroi · Gizella Rostás · Erzsébet György · Rita Schob · Mariana Vătan · Márta Kardos · Sonia Bulugioiu · Angela Codreanu (sternik) | Holandia Jacoba Stefels · Janneke Loman · Willemijn Domhoff · Gwendoline van der Feltz · Johanna Moltzer · Magda Schepers · Helena Kouwenaar · Johanna Minnema · Jeanette Molenaar (sternik) | [ 13 ] |

## Klasyfikacja medalowa
| Miejsce | Reprezentacja   | Złoto | Srebro | Brąz | Razem |
| ------- | --------------- | ----- | ------ | ---- | ----- |
| 1.      | ZSRR            | 7     | 1      | 2    | 10    |
| 2.      | Szwajcaria      | 2     | 1      | 1    | 4     |
| 3.      | Dania           | 1     | 2      | 0    | 3     |
| 4.      | RFN             | 1     | 1      | 0    | 2     |
| 5.      | Włochy          | 1     | 0      | 0    | 1     |
| 6.      | Austria         | 0     | 2      | 0    | 2     |
| 7.      | Holandia        | 0     | 1      | 3    | 4     |
| 8.      | Wielka Brytania | 0     | 1      | 2    | 3     |
| 9.      | Francja         | 0     | 1      | 0    | 1     |
| 9.      | Polska          | 0     | 1      | 0    | 1     |
| 9.      | Rumunia         | 0     | 1      | 0    | 1     |
| 12.     | Czechosłowacja  | 0     | 0      | 2    | 2     |
| 13.     | Belgia          | 0     | 0      | 1    | 1     |
| 13.     | Jugosławia      | 0     | 0      | 1    | 1     |
| Razem   | Razem           | 12    | 12     | 12   | 36    |